# António João Gonçalves Lobato
António João Gonçalves Lobato CvTE (Lisboa, 5 de Abril de 1909 — Viseu, 6 de Junho de 1935) foi um aviador militar português.

## Biografia
Trabalhou como mecânico na Força Aérea Portuguesa, tendo atingido o posto de primeiro-sargento. Em 1931, viajou até à Alemanha e Suécia no avião Lisboa, em conjunto com o major António Maia, o capitão Amado da Cunha e o tenente-coronel Ribeiro da Fonseca, em missões de estudo para os Serviços Aéreos Portugueses.
Acompanhou o tenente Plácido António da Cunha Abreu numa viagem até aos Estados Unidos da América, a bordo do avião Foguete. Também participou, com o tenente Humberto Amaral da Cruz, no Raid Aéreo Lisboa - Timor - Lisboa, em 1934.
Faleceu em 6 de Junho de 1935, num acidente durante o II Rally Aéreo de Portugal. Nesse dia, descolou de Viseu às 6 horas da manhã com o tenente Tovar de Faro, e aterrou em Espinho às 9h15, tendo de seguida voltado para Viseu. No entanto, quando tentavam aterrar no campo de aviação da Muna, em Viseu, por volta das 10h30, o avião capotou, ficando quase totalmente destruído. Com a ajuda das pessoas no local, o tenente Tovar de Faro conseguiu sair dos destroços, tendo depois sido retirado o corpo do sargento António Lobato. Foram ambos levados por automóvel até ao Hospital de Viseu, onde António Lobato chegou já morto, com todas as costelas fracturadas, enquanto que o tenente Tovar de Faro ficou gravemente ferido. Às 16h30, o corpo foi transportado para a Câmara Municipal de Viseu, num cortejo fúnebre onde participaram muitos populares e as entidades oficiais. O funeral realizou-se no dia seguinte, ficando o corpo depositado no cemitério de Viseu até ser transladado para Lisboa, após as festas da cidade.
Na altura do seu falecimento, tinha 25 anos de idade, e estava noivo.
Em 1 de Agosto, a Gazeta dos Caminhos de Ferro relatou que, por iniciativa do seu antigo companheiro Humberto da Cruz, tinha sido criada uma comissão para construir um mausoléu para António Lobato, com o patrocínio do jornal O Século.

## Prémios e homenagens
António Lobato foi homenageado com o grau de Cavaleiro na Ordem Militar da Torre e Espada, do Valor, Lealdade e Mérito em 6 de Fevereiro de 1935.